# 1985 (televisieserie)
1985 is een Belgische televisieserie van Wouter Bouvijn en Willem Wallyn over de Bende van Nijvel. De reeks is een coproductie van VRT en RTBF, een primeur voor fictie, en werd uitgezonden vanaf 22 januari 2023 op Eén en La Une. De Franstalige zender programmeerde twee afleveringen per week waardoor Nederlandstalige kijkers wat achterliepen. 
Peter Bouckaert nam het initiatief voor deze reeks na de productie van Niet schieten (Stijn Coninx, 2018). Deze film toont de kant van de slachtoffers en hij zag potentieel voor een reeks vanuit het perspectief van de daders. Hij vroeg Wallyn om deze serie uit te schrijven die er een (deels autobiografisch) coming of age misdaadserie van maakte. Het is geen 'true crime' omdat de ware toedracht nooit is opgehelderd, maar hij baseerde zich wel op het verslag van de parlementaire onderzoekscommissie waarbij historische figuren zoals Madani Bouhouche en Robert Beijer worden opgevoerd.

## Verhaal
De serie volgt drie jongeren tijdens de woelige jaren 80. Marc, Vicky en haar broer Franky verlaten Lovendegem om in Brussel te gaan wonen. Vicky gaat rechten studeren aan de Vrije Universiteit Brussel terwijl beide vrienden gaan werken voor de toenmalige rijkswacht. Te midden van intriges worden de drie geconfronteerd (vooral Marc en Franky) met de overvallen van de Bende van Nijvel waarbij Marc aan de goede en Franky aan de foute kant terechtkomt.

## Muziek
In de serie is veel Belgische muziek (dikwijls New wave of EBM) te horen uit het eind van de jaren '70 en begin jaren '80 zoals Snowy Red (Euroshima) en M.bryo (Shrinking room). Daarnaast onder andere muziek van The Psychedelic Furs (Heaven), Gruppo Sportivo (P.S. 78) en The Clash (I Fought The Law). Ook Lavvi Ebbel (give me a gun) en 1000 Ohm (A.G.N.E.S) komen voor.

## Rolverdeling
| Acteur                 | Personage                     |
| ---------------------- | ----------------------------- |
| Tijmen Govaerts        | Marc De Vuyst                 |
| Aimé Claeys            | Franky Verhellen              |
| Mona Mina Leon         | Vicky Verhellen               |
| Peter Van den Begin    | Herman Vernaillen             |
| Tom Vermeir            | Guy Goffinard                 |
| Roda Fawaz             | Madani Bouhouche              |
| Guillaume Kerbusch     | Robert Beijer                 |
| Yoann Blanc            | Christophe Dejoyaux           |
| Titus De Voogdt        | Philippe Debels               |
| Ruth Becquart          | Magda Vernaillen              |
| Lien Thys              | Chantal                       |
| Baptiste Sornin        | Juan Mendez                   |
| Philippe Résimont      | Bonnevalle                    |
| Jan Hammenecker        | vader Verhellen               |
| Thelma Van Den Begin   | Annick Vernaillen             |
| Barbara Sarafian       | Agnès De Vuyst                |
| Edwige Baily           | mevr. Bouhouche               |
| François Maquet        | Paul Latinus                  |
| Jean-Michel Balthazar  | Léon Finné                    |
| Olivier De Smet        | André De Vuyst                |
| Tibo Vandenborre       | Léon François                 |
| Thomas Ancora          | Marcel Barbier                |
| Simon Delecosse        | Jean-Francis Calmette         |
| Pieter Piron           | Bert                          |
| Josse De Pauw          | minister van Landsverdediging |
| Erico Salamone         | Louis Swennen                 |
| Dries Notelteirs       | Daniel Heysselaer             |
| Michelangelo Marchese  | Jean Deprêtre                 |
| Pierre Gervais         | Patrick Haemers               |
| Joel Gosset            | Guy Wezel                     |
| Dominique Van Malder   | meester De Kock               |
| Arne De Tremerie       | Bart                          |
| Peter Gorissen         | Pieter                        |
| Steven Van Watermeulen | professor                     |
| Ward Kerremans         | Ludo Cappuyns                 |
| Peter De Graef         | Dirk                          |
| Hans Van Cauwenberghe  | chef                          |

## Afleveringen
| Nr. | Titel                     | Eerste uitzending | Eerste uitzending |
| --- | ------------------------- | ----------------- | ----------------- |
| 1   | Naar Brussel              | 22 januari 2023   | 11 mei 2023       |
| 2   | Donnant-donnant           | 29 januari 2023   | 18 mei 2023       |
| 3   | Bambi                     | 5 februari 2023   | 25 mei 2023       |
| 4   | Neen aan de 10.000        | 12 februari 2023  | 1 juni 2023       |
| 5   | Nijvel-Nivelles           | 19 februari 2023  | 8 juni 2023       |
| 6   | Westende                  | 26 februari 2023  | 15 juni 2023      |
| 7   | Strategie van de spanning | 5 maart 2023      | 22 juni 2023      |
| 8   | Papa                      | 12 maart 2023     | 29 juni 2023      |

## Prijzen
| Jaar | Prijs  | Categorie                                           | Genomineerde                        | Resultaat   |
| ---- | ------ | --------------------------------------------------- | ----------------------------------- | ----------- |
| 2024 | Ensors | Beste fictieserie                                   |                                     | Gewonnen    |
| 2024 | Ensors | Beste geluid                                        | Arne Winderickx, Matthias Hillegeer | Gewonnen    |
| 2024 | Ensors | Beste muziek                                        | David Martijn, Jeroen Swinnen       | Gewonnen    |
| 2024 | Ensors | Beste scenario fictieserie                          | Willem Wallyn                       | Gewonnen    |
| 2024 | Ensors | Beste Art Direction                                 | Stijn Verhoeven                     | Gewonnen    |
| 2024 | Ensors | Beste kostuum                                       | Sophie Van den Keybus               | Gewonnen    |
| 2024 | Ensors | Beste regie (serie)                                 | Wouter Bouvijn                      | Gewonnen    |
| 2024 | Ensors | Beste DoP                                           | Wim Vanswijgenhoven                 | Genomineerd |
| 2024 | Ensors | Beste montage                                       | Pieter Smet                         | Gewonnen    |
| 2024 | Ensors | Beste acteerprestatie (hoofdrol in serie)           | Aimé Claeys                         | Gewonnen    |
| 2024 | Ensors | Beste acteerprestatie (hoofdrol in serie)           | Tijmen Govaerts                     | Genomineerd |
| 2024 | Ensors | Beste acteerprestatie (ondersteunende rol in serie) | Titus De Voogdt                     | Genomineerd |
| 2024 | Ensors | Beste acteerprestatie (ondersteunende rol in serie) | Peter Van den Begin                 | Genomineerd |
| 2024 | Ensors | Beste acteerprestatie (ondersteunende rol in serie) | Tom Vermeir                         | Gewonnen    |